# Campionati del mondo di atletica leggera indoor 2010 - 800 metri piani femminili
Gli 800 m femminili si sono tenuti il 12 e 14 marzo 2010. Per qualificarsi, bisognava aver fatto 2'04"00 all'aperto o 2'00"00 indoor.

## Risultati

### Batterie
I primi 2 di ogni Batteria e i 2 migliori tempi vanno in finale
| Pos | Batteria | Nome                 | Nazione       | Tempo   | Note      |
| --- | -------- | -------------------- | ------------- | ------- | --------- |
| 1   | 2        | Jenny Meadows        | Gran Bretagna | 2:00.39 | Q         |
| 2   | 2        | Mariya Savinova      | Russia        | 2:00.95 | Q         |
| 3   | 2        | Alysia Johnson       | Stati Uniti   | 2:01.55 | q         |
| 4   | 2        | Eglė Balčiūnaitė     | Lituania      | 2:02.37 | q, PB     |
| 5   | 1        | Anna Pierce          | Stati Uniti   | 2:03.05 | Q         |
| DQ  | 1        | Yevgeniya Zinurova   | Russia        | 2:03.44 | Q, Doping |
| 6   | 1        | Lenka Masná          | Rep. Ceca     | 2:03.59 |           |
| 7   | 1        | Halima Hachlaf       | Marocco       | 2:03.81 |           |
| 8   | 1        | Yuliya Krevsun       | Ucraina       | 2:03.91 |           |
| 9   | 2        | Nataliia Lupu        | Ucraina       | 2:04.30 |           |
| 10  | 1        | Élian Périz          | Spagna        | 2:04.71 |           |
| 11  | 1        | Victoria Griffiths   | Gran Bretagna | 2:04.90 |           |
| 12  | 1        | Viktoriya Yalovtseva | Kazakistan    | 2:05.68 |           |
| 13  | 2        | Margarita Matsko     | Kazakistan    | 2:06.36 |           |
|     | 2        | Angelika Cichocka    | Polonia       | DQ      | [ 1 ]     |
|     | 2        | Elisa Cusma Piccione | Italia        | DNS     |           |

### Finale
| Pos | Nome               | Nazione       | Tempo   | Note   |
| --- | ------------------ | ------------- | ------- | ------ |
| 1   | Mariya Savinova    | Russia        | 1:58.26 | WL     |
| 2   | Jenny Meadows      | Gran Bretagna | 1:58.43 | NR     |
| 3   | Alysia Johnson     | Stati Uniti   | 1:59.60 | PB     |
| 4   | Anna Pierce        | Stati Uniti   | 2:00.53 | PB     |
| 5   | Eglė Balčiūnaitė   | Lituania      | 2:01.37 | NR     |
| DQ  | Yevgeniya Zinurova | Russia        | 2:01.68 | Doping |